# 불가사리 2
《불가사리 2》(영어: Tremors 2: Aftershocks)는 미국에서 제작된 S.S. 윌슨 감독의 1995년 코미디 공포 비디오 영화로, 《불가사리》(1990) 속편이다. 프레드 워드, 크리스토퍼 가틴, 헬렌 셰이버, 마이클 그로스 등이 출연하였고, 낸시 로버츠 등이 제작에 참여하였다.
《불가사리 3》(2001)으로 이어진다.

## 출연
- 프레드 워드 - 얼 배싯 역
- 크리스토퍼 가틴 - 그레이디 후버 역
- 헬렌 셰이버 - 케이트 라일리 박사 역
- 마이클 그로스 - 버트 거머 역

## 기타 제작진
- 미술: 이보 크리스탄테
- 의상: 루디 딜런